# 黑光獵蝽
黑光獵蝽（学名：Ectrychotes andreae）为獵蝽科光獵蝽屬下的一个种。